# A. H. Sweet Residence and Adjacent Small House
La A. H. Sweet Residence and Adjacent Small House  es una casa histórica ubicada en San Diego, California. La A. H. Sweet Residence and Adjacent Small House se encuentra inscrita  en el Registro Nacional de Lugares Históricos desde el 16 de abril de 1987. 

## Ubicación
La A. H. Sweet Residence and Adjacent Small House se encuentra dentro del condado de San Diego.